# 申堡
申堡是德国萨克森-安哈尔特州的一个市镇。总面积14.60平方公里，总人口1058人，其中男性547人，女性511人（2011年12月31日），人口密度72人/平方公里。